# August Ferdinand Mehren
August Ferdinand Michael van Mehren, född den 6 april 1822 i Helsingör, död den 14 november 1907 i Fredensborg, var en dansk orientalist.
Mehren blev 1838 student, 1845 filosofie doktor i Kiel och 1851 lektor samt var 1854–1898 professor i semitisk filologi vid Köpenhamns universitet. Mehren författade Die Rhetorik der Araber (1853) samt flera uppsatser angående de islamiska folkens geografiska kunskaper, i synnerhet deras kännedom om de nordiska länderna (i "Annaler for nordisk Oldkyndighed", 1857). Vidare utgav han Cosmographie de Schems Eddin Dimasqui (1866; med fransk översättning 1874). I flera uppsatser (1881–1886) skrev han om den arabiske filosofen Avicenna och hans förhållande till grekisk filosofi samt om de reformsträvanden inom islam, som därvid framkallades, och utgav Traités mystiques d'Abou Ali al Hosain ou d'Avicienne (band 1–3, 1889–1894).

## Utmärkelser
- Dannebrogsmännens hederstecken,  1887[6]
- Kommendör av första graden av Dannebrogorden,  1898[6]

[Redigera Wikidata]